# 傅新德
傅新德（1572年—1611年），字元明，一字明甫，號湯銘，山西定襄縣人。明朝政治人物。

## 生平
十七歲中萬曆十六年（1588年）戊子科山西鄉試解元，萬曆十七年（1589年）聯捷進士，選翰林院庶吉士，十九年七月养病归乡。萬曆二十一年（1593年）復補庶吉士，二十二年除翰林院簡討。二十七年升南京國子監司業，三十一年升右春坊右中允，本年丁父憂。三十三年起補原職，三十四年主考應天府鄉試，本年升右諭德，三十六年升右庶子，掌右春坊印，三十七年升太常寺卿，仍管國子監祭酒事。萬曆三十九年（1611年）七月十四日卒，年四十，贈禮部右侍郎，謚文恪。
有《南雍誡勖淺言》、《文恪公集》。

## 家族
曾祖傅棠。祖父傅汝楫。父傅應期，字子昌，號肖巖，生员，封南京國子監司業。
娶阎氏。三子：庭诗以荫为刑部郎中，庭礼、庭兰皆诸生。